# Langhåret hønsehund
Langhåret hønsehund (FCI # 117) er en hunderace fra Tyskland, en stående jagthund af spanieltypen. Den Langhåret hønsehund er en af fire hønsehund. Disse adskiller sig dog så meget fra hinanden, at de ikke betragtes som varianter, men separate hunderacer.